# August Kanitz
August Kanitz, på ungerska Kanitz Ágoston eller Kanitz Ágost, född den 25 april 1843 i Lugos, Kejsardömet Österrike, död den 12 eller 13 juli 1896 i Kolozsvár, Österrike-Ungern, var en ungersk botaniker.

## Levnad
Kanitz studerade medicin och naturvetenskap vid Wiens universitet. På förslag från Hugo von Mohl promoverades han till doktor vid Tübingens universitet, Därefter var han professor i naturhistoria vid universitetet i Mosonmagyaróvár (Ungerska Altenburg) från 1869 till 1872 då han blev botanikprofessor vid det nyöppnade universitetet i Kolozsvár. Där ordnade han den botaniska trädgården och anlade ett herbarium. Han grundade och gav ut den botaniska månadstidskriften Magyar Növénytani Lapok från 1877 till 1892. och gav därmed Ungern ett eget botaniskt organ.
Han valdes in i Ungerska vetenskapsakdemin 1880 och tilldelades Rumänska kronorden 1882.
Auktorsnamnet Kanitz kan användas för August Kanitz i samband med ett vetenskapligt namn inom botaniken; se Wikipediaartiklar som länkar till auktorsnamnet.

## Valda verk
- Sertum florae territorii Nagy-Kőrösiensis i Verhandlungen der Zoologisch-Botanischen Gesellschaft in Wien, 1862.
- Bemerkungen über einige ungarische botanische Werke i Verhandlungen der Zoologisch-Botanischen Gesellschaft in Wien, 1862.
- Reliquiae Kitaibelianae, Wien 1862-1863.
- Geschichte der Botanik in Ungarn, Hannover 1863.
- Additamenta floram Hungaricam, Halle 1864.
- Versuch einer Geschichte der ungarischen Botanik, Halle 1865.
- Die bisher bekannten Pflanzen Slavoniens, Wien 1866, med Stephan Schulzer von Müggenburg och József Armin Knapp.
- Übersicht der pflanzengeographischen Verhältnisse Ungarns, Siebenbürgens, Dalmatiens, Kroatiens und Slavoniens., Regensburg 1867.
- Reise-Erinnerungen; nach Italien, Innsbruck, Padua, Wien 1872.
- Über Urtica oblongata Koch, nebst einigen Andeutungen über andere Nesselarten, Wien 1872.
- Einige Probleme der allgemeinen Botanik, Regensburg, 1873.
- Catalogus cormophytorum et anthophytorum Serbiae, Bosniae, Hercegovinae, Montis Scodri, Albaniae hucusque cognitorum, 1877, med Paul Friedrich Ascherson.
- Lobeliaceae - Flora Brasiliensis fasc. LXXX, med 7 planscher, Leipzig 1878.
- Plantae Romaniae hucusque cognitae, Kolozsvár 1879-1881.
- Reliquiae Grisebachianae: Flora Europaea, Kolozsvár 1882.
- Botanische Ergebnisse der innerasiatischen Expedition des Grafen Béla Széchenyi, Budapest 1885.
- A növénytannak magyar nyelven való műveléséről, Kolozsvár 1887.
- A növényrendszer áttekintése, Kolozsvár 1887.
- Fundamenta rei herbariae generalis, 1889-1893.
- Cardinal-Erzbischof Dr. Ludwig Haynald als Botaniker, Budapest 1890.

## Eponym
Carex kanitzii, Helenium kanitzii och Oxytropis kanitzii är uppkallade efter August Kanitz.
Den ungerska botaniska tidskriften Kanitzia (1992-) är uppkallad efter Kanitz.